# 左群声
左群声（1957年12月—），男，安徽庐江人，中华人民共和国政治人物，曾任中国电子科技集团有限公司党组副书记、副总经理，中国航空学会副理事长，第十届全国人大代表。